# Ambonus variatus
Ambonus variatus là một loài bọ cánh cứng trong họ Cerambycidae.